# 西平壤站
西平壤站（朝鲜语：／ Sŏp'yŏngyang yŏk */?）是位于朝鮮民主主義人民共和國平壤西城区域的一個鐵路車站。平義線、平羅線經過。1961年啟用。

## 邻近车站
平壤站 - 西平壤站 - 西浦站